# Pizzo Peloso
Pizzo Peloso är en bergstopp i Schweiz.   Den ligger i distriktet Vallemaggia och kantonen Ticino, i den sydöstra delen av landet, 120 km sydost om huvudstaden Bern. Toppen på Pizzo Peloso är 2 064 meter över havet, eller 262 meter över den omgivande terrängen. Bredden vid basen är 2,1 km.
Terrängen runt Pizzo Peloso är huvudsakligen mycket bergig. Närmaste större samhälle är Losone, 10,9 km sydost om Pizzo Peloso. 
I omgivningarna runt Pizzo Peloso växer i huvudsak blandskog. Runt Pizzo Peloso är det glesbefolkat, med 18 invånare per kvadratkilometer.